# Louis Schoenhaupt
Louis Samuel Schoenhaupt (en allemand : Ludwig Schönhaupt), né le 25 février 1822 à Mulhouse et mort le 27 février 1895 dans la même ville, est un dessinateur industriel et peintre héraldiste alsacien.

## Biographie

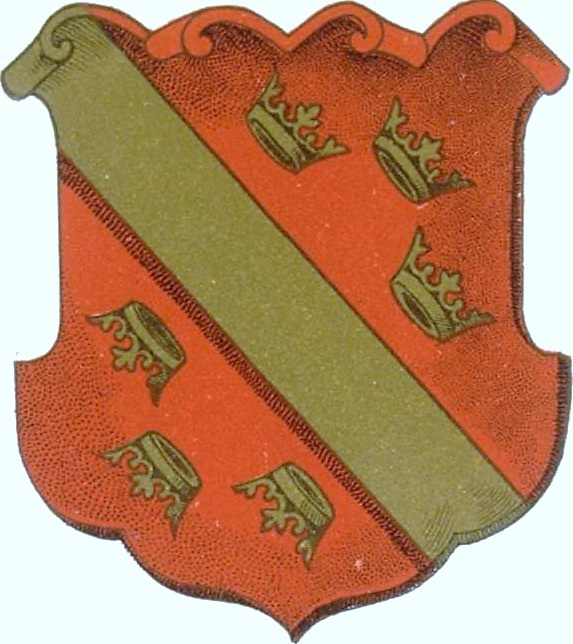
Blason du district de Haute-Alsace par Schoenhaupt et paru dans Armorial des communes d’Alsace (1900).

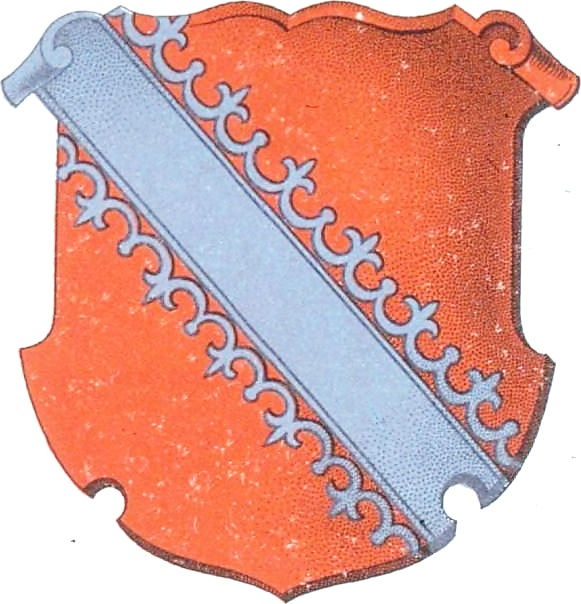
Blason du district de Basse-Alsace.

Son père, Jacques Louis Schoenhaupt, est un relieur originaire de Strasbourg qui s’établit à Mulhouse en 1815 pour diriger l’atelier de reliure de J.-C. Meininger dont il épousa la veuve et héritière, Rosline Gisler, l'année suivante.
Né de cette union, Louis Schoenhaupt grandit à Mulhouse où il effectue sa scolarité avant d’entrer en apprentissage auprès du dessinateur Joseph Hübner à l’âge de treize ans. Quatre années plus tard, il poursuit sa formation à Paris dans plusieurs ateliers. À son retour à Mulhouse en 1844, il devient dessinateur chez Koechlin frères puis s’associe avec Ernest Lalance. 
En 1846, il épouse Caroline Baldner, descendante de Léonard Baldner, naturaliste strasbourgeois du XVIIe siècle : de cette union naissent sept enfants. 
Après plusieurs années en tant que dessinateur salarié, Louis Schoenhaupt s’établit à son propre compte et ouvre un atelier de dessin industriel et travaille sur différents genres d’impression sur textile. Avec le manufacturier Daniel Dollfus-Ausset, il fonde en 1858 une « société de dessin industriel » dont les collections sont cédées en 1873 à la Société industrielle de Mulhouse qui lui décerne une médaille d’honneur le 31 mai 1893. Conservateur du Musée industriel de Mulhouse, il est également membre du comité du Musée historique de Mulhouse et de la loge maçonnique la Parfaite harmonie.
Décédé le 27 février 1895 à Mulhouse, Louis Schoenhaupt a légué au Musée historique d’importants ouvrages d’héraldique.

## Œuvre
Schoenhaupt réalise Christliche Gedenktafel ou Album colorié de la foi chrétienne qui reçoit la médaille d’or de l’Exposition universelle de 1867. Passionné par l’étude des blasons et membre de l’association héraldique allemande Herold, il reçoit pour ses travaux dans ce domaine une médaille d’argent à l’occasion d’une exposition à Lyon et un deuxième prix lors d’une exposition à Berlin en 1882.
Il publie en 1883 le Livre d’or de la ville de Mulhouse, illustrée des armoiries des familles bourgeoises de l'ancienne république mulhousienne. Il signe quatre-vingt lithographies parues dans L’Hôtel de Ville de Mulhouse édité en 1892 par son neveu Ernest Meininger.
À la fin de sa vie, Schoenhaupt travaille sur un recueil de milliers de blasons coloriés de toutes les communes alsaciennes à travers 180 planches inspirées de l’Armorial de la généralité d’Alsace commandé par Louis XIV. Ses derniers travaux sont publiés en 1900, soit cinq ans après sa mort, sous le titre Armorial des communes d’Alsace y compris les pierres-bornes avec des notices sur chaque commune.